# Jugozapadni Indijanci
Jugozapadni Indijanci, naziv za skupinu Indijanskih plemena s jugozapadnog kulturnog područja. obuhvaća pueblo i nomadska sakupljačka i lovačka plemena na Jugozapadnom području današnjeg SAD-a i sjevernog Meksika, u kraju istočno od rijeke Colorado pa do istočnog Novog Meksika i dijelove južnog Teksasa (karankawa i Coahuiltec). Jezično pripadaju u nekoliko porodica. Plemena Hokan-govornika (yuman, serian), Athapaskan, i uto-aztec. Pueblo plemenima (uzgajivači kukuruza) pripadaju govornici zunian, keresan, Indijanci Hopi i tanoan.
Plemena koja pripadaju jugozaapdnom kulturnom području su: Alakwisa (?), Aravaipa Apači, Bocalo, Cahita, Chiricahua Apači, Coahuiltec, Colotlan, Comanito, Coyotero Apači, Cocopa, Concho, Guachichil, Guamare, Guasave, Halchidhoma, Havasupai, Hopi, Hualapai, Huichol, Janambre, Jicarilla Apači, Jonaz, Jova, Karankawa, Keres, Lagunero, Maricopa, Mayo, Mimbreño Apači, Mohave, Navaho, Negrito, Nio, Ópata, Pame, Papago, Pecos, Pima, Pima Bajo, Piro, Pisone, Seri, Suma, Tarahumara, Tepahue, Tepecano, Tepehuane, Teul, Tewa, Toboso, Towa, Varohio, Yaqui, Yavapai, Yuma, Zacateco, Zoe, Zuñi